# Теодор Шван
Теодор Шван (на немски: Theodor Schwann) е германски биолог. 
Най-значимият му принос в областта на биологията е разширяването на клетъчната теория, включвайки животните. Освен това той открива така наречените Шванови клетки в периферната нервна система, откриването и изучаването на пепсина, откриването на органичната природа на дрождите и въвеждането на термина метаболизъм. Съвременник и приятел на Матиас Шлайден.

## Биография
Роден е на 7 декември 1810 година в Нойс, Германия, в семейство на баща златар, по-късно печатар. Първоначално следва в Кьолн, а по-късно в Бон, където среща Йохан Петер Мюлер. Той е сред първите ученици на Мюлер, които разчупват традиционния витализъм и работят над физико-химичното обяснение на живота. През четирите години, в които той асистира на Мюлер успява да извърши важни проучвания. През този период Мюлер готви свой труд върху физиологията и Шван му помага в изследванията.
Умира на 11 януари 1882 година в Кьолн.

## Научна дейност
Шван пръв формулира ясно клетъчната теория за строежа на организмите в знаменитото си съчинение „Микроскопски изследвания върху сходството в строежа и растежа на животните и растенията“ (1839). Сред множеството му приноси към биологията са също така и откриването на швановите клетки, откриването на биологичната природа на дрождите и въвеждането на термина метаболизъм. Със своите изследвания върху храносмилането, ферментацията и гниенето, Шван е един от основоположниците не само на морфологичното, но и на физиологичното и биохимичното изучаване на клетката. Мускулната и нервната тъкан привличат най-много вниманието на Теодор Шван.